# Osmo Tiililä
Osmo Antero Tiililä, född 3 mars 1904 i Tammerfors, död 16 december 1972 i Helsingfors, var en finländsk teolog.
Tiililä blev filosofie doktor 1934. Han var 1942–1967 professor i dogmatik och etik vid Helsingfors universitet samt 1945–1954 dekanus för teologiska fakulteten. Han hade en lågkyrklig, av väckelserörelserna präglad åskådning och utträdde 1962 ur den evangelisk-lutherska kyrkan i protest mot dess enligt hans åsikt alltför sekulariserade förkunnelse, utan att ansluta sig till något annat religiöst samfund.
Tiililäs litterära produktion omfattar bland annat flera böcker som handlar om väckelserörelserna och kyrkans kris samt det stora arbetet Systemaattinen teologia (2 band, 1951–1954). Hans bok Kirkon kriisi (1962) är ett av den finska polemiska religiösa litteraturens mest uppmärksammade arbeten. Memoarerna Elämäni ja kirjani utkom 1973, 1993 det likaså postuma verket Teologin tie: mieleenjäänyttä ja mietteitä.